# Arviat

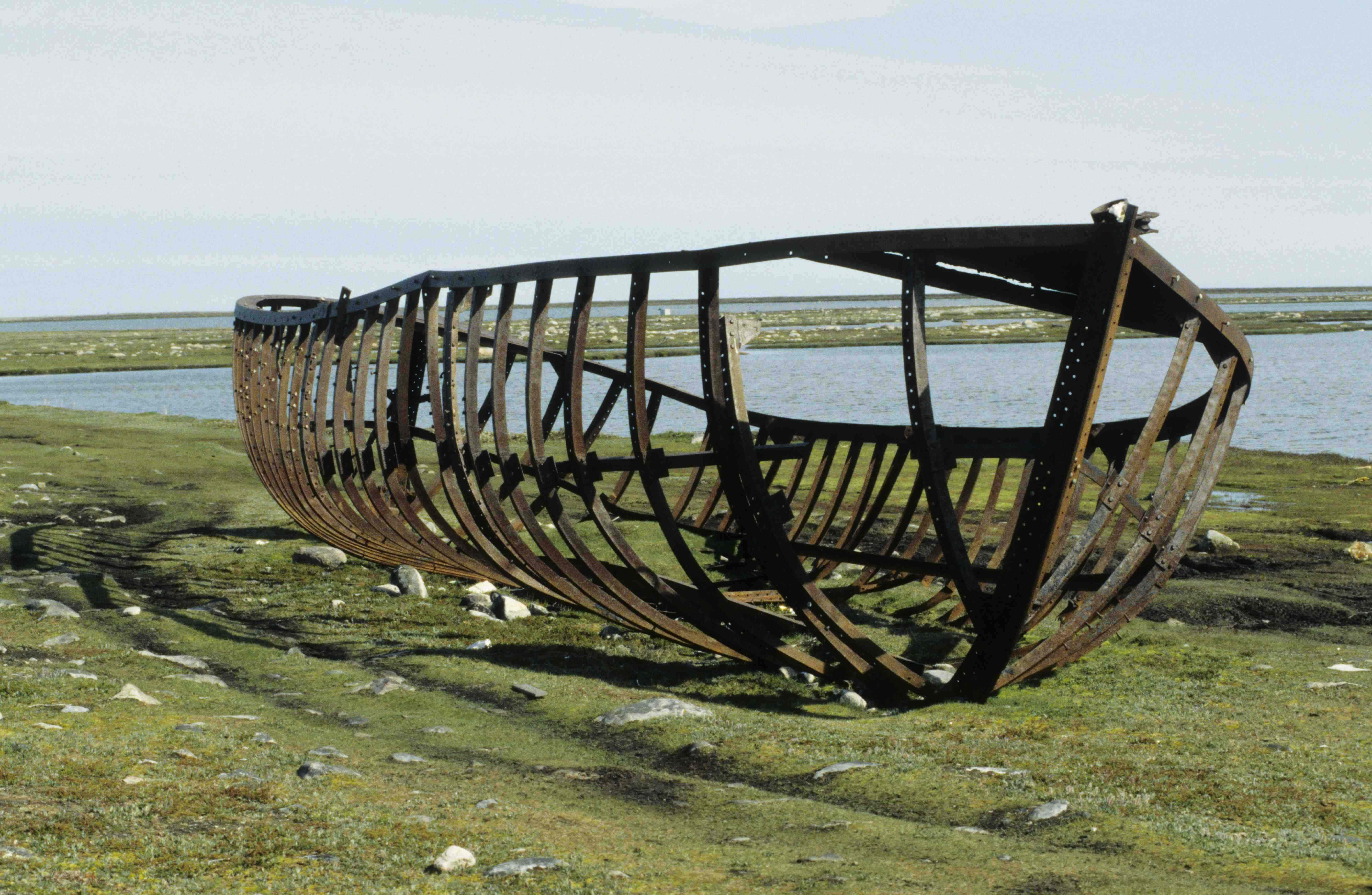
Eisengerippe des Küstenversorgungsschiffs Qulaittuq („Boot ohne Deck“), das zu Beginn der 1920er Jahre nahe Arviat auf den Strand gesetzt wurde

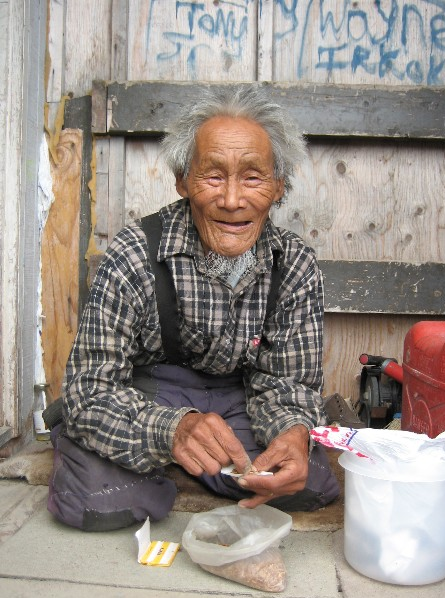
Luke Anautalik, Künstler aus Arviat

Arviat („wie ein kleiner Grönlandwal“, von arviq, Grönlandwal; vormals Eskimo Point) ist eine in der kanadischen Nunavut-Region Kivalliq gelegene Siedlung. Sie zählte 2006 etwa 2.100 Einwohner (davon 92 % Inuit) und verfügt über Linienflugverbindung mit Churchill und Rankin Inlet.

## Geschichte
Menschen lebten hier und in den umgebenden Barrenlands bereits seit dem 12. Jahrhundert – Indianer vom Stamm der Chipewyan und Thule-Vorfahren der Pallirmiut genannten, heute in der Siedlung Arviat wohnenden Inuit-Gruppe. Diese Pallirmiut zählen zu den Karibu- oder Inland-Inuit, und ihre Camps befanden sich vor Errichtung der Siedlung hauptsächlich rund um den Yathkyed Lake und im Gebiet des Ennadai-Sees. Anders als die übrigen Inland-Inuit, deren Nahrungs- und Kleidungsquelle nahezu ausschließlich Karibus waren, drangen die Pallirmiut bis zur Küstenlinie der Hudson Bay vor und lebten außer von Karibus auch von Meeressäugern, wie etwa Robben und Belugas. An sie erinnert der Name des längst wieder aufgegebenen Handelspostens Padlei (eigentlich Palliq, „getrockneter Zweig“).
Erste Kontakte der Pallirmiut zu Weißen (Forschern) ergaben sich Ende des 18. Jahrhunderts, und während des 19. Jahrhunderts vermittelten die Pallirmiut den Pelz- und Elfenbeinhandel zwischen weiter im Norden lebenden Inuit und der Hudson’s Bay Company, deren Frachtschiffe vor dem damaligen „Eskimo Point“ ankerten.
1921 etablierte die Hudson’s Bay Company hier einen Handelsposten, eine römisch-katholische Mission entstand 1924 und eine anglikanische 1926. Die erste Schule wurde 1959 eröffnet, zugleich ein Zeichen für die eigentliche Gründung der Siedlung Arviat (damals noch Eskimo Point).

## Kunst
Bekannt wurde Arviat u. a. durch Inuit-Künstler wie Luke Anautalik (* 1932), George Arluk (* 1949), Joy Kiluvigyuak Hallauk (1940–2000), John Pangnark (1920–1980), Julia Pingushat (* 1948), Lucy Tassiur Tutswituk (* 1934).

## Film
- Kikkik (Martin Kreelak, Ole Gjerstad, Elisapee Karetak), 2000